# Bunges Zürgelbaum
Bunges Zürgelbaum (Celtis bungeana) ist ein kleiner Laubbaum aus der Gattung der Zürgelbäume in der Familie der Hanfgewächse (Cannabaceae). Die Gattung wird häufig auch der Familie der Ulmengewächse (Ulmaceae) zugeordnet. Das Verbreitungsgebiet der Art liegt in der gemäßigten Zone Asiens in China und Korea.

## Beschreibung
Bunges Zürgelbaum ist ein bis zu 15 Meter hoher, laubabwerfender Baum mit abgeflacht rundlicher Krone und hellgrauer, glatter Rinde. Die Zweige sind kahl und braun mit verstreuten, elliptischen Korkporen und färben sich im zweiten Jahr graubraun. Die Winterknospen sind braun, 1 bis 3 Millimeter lang und ebenfalls kahl.
Die Laubblätter haben einen 5 bis 15 Millimeter langen, blass gelben oder braunen Stiel. Die Blattspreite ist 3 bis 7, selten bis 15 Zentimeter lang und 2 bis 4, selten bis 5 Zentimeter breit, eiförmig bis eiförmig länglich, zugespitzt mit schiefer, abgerundeter Basis und meist nur mittig gesägtem Blattrand. Beide Blattseiten sind glänzend grün und kahl. Es werden zwei bis drei Paar Blattadern gebildet.
Die Früchte wachsen auf 1,0 bis 1,5 Zentimeter langen, dünnen Stielen. Sie sind mehr oder weniger rundlich, 5 bis 7 Millimeter groß und purpurschwarz. Der Steinkern ist weiß und glatt. Die Art blüht von April bis Mai, die Früchte reifen von Oktober bis November.

## Verbreitung und Standort
Das natürliche Verbreitungsgebiet liegt in der gemäßigten Zone von China und Korea. Dort wächst Bunges Zürgelbaum in Steppen und Trockenwäldern oder in Auen und an Flussufern in 100 bis 2300 Metern Höhe auf frischen, schwach sauren bis alkalischen, sandig lehmigen bis lehmigen, nährstoffreichen Böden an sonnigen und lichtschattigen Standorten. Die Art ist wärmeliebend und meist frosthart.

## Systematik
Bunges Zürgelbaum (Celtis bungeana) ist eine Art aus der Gattung der Zürgelbäume (Celtis). Die Gattung wird der Familie der Hanfgewächse (Cannabaceae) zugeordnet, früher der Familie der Ulmengewächse (Ulmaceae). Sie wurde 1856 von Carl Ludwig von Blume erstbeschrieben. Ein Synonym der Art ist Celtis davidiana Carrière.
Die Varietät Celtis bungeana var. deqinensis aus der Provinz Yunnan unterscheidet sich vor allem durch die dickere Blattspreite.

## Verwendung
Bunges Zürgelbaum wird nur selten wirtschaftlich oder gartenbaulich genutzt.

## Nachweise